# Новослободский
Новослободский — поселок в Суворовском районе Тульской области в составе Северо-Западного сельского поселения.

## География
Находится в западной части Тульской области на расстоянии приблизительно 28 км от по прямой на запад-юго-запад от города Суворов, административного центра района.

## История
Был отмечен на карте уже только 1986 года.

## Население
Постоянное население составляло 17 человек (русские 100 %) в 2002 году, 13 в 2010.